# لویی دیرسکس
لویی دیرسکس (انگلیسی: Louis Diercxsens; ۲۸ سپتامبر ۱۸۹۸ – ۲۱ آوریل ۱۹۹۲) بازیکن هاکی روی چمن اهل بلژیک بود.